# Diamond DA40

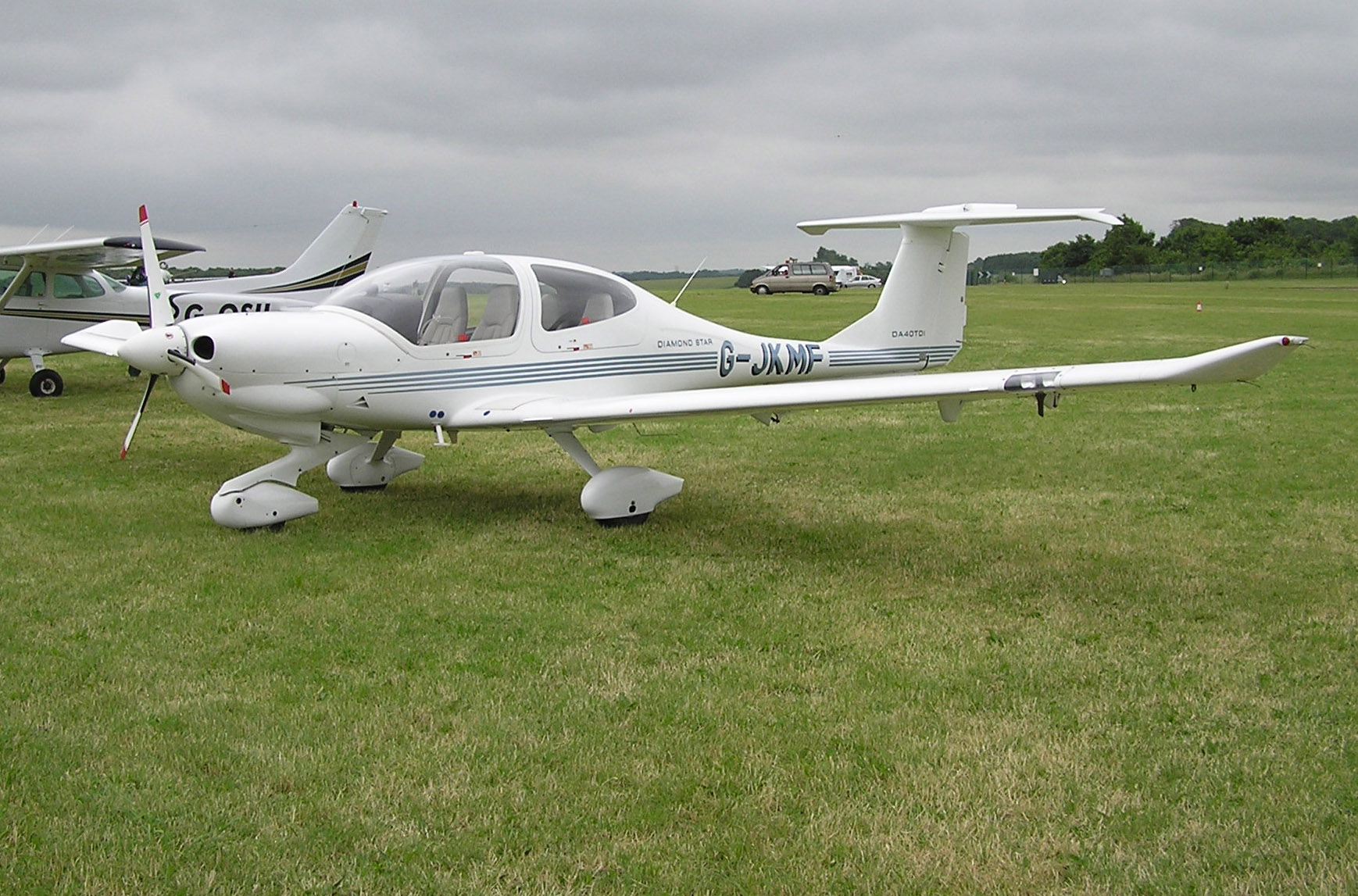
Diamond DA40 D, equipat amb un motor dièsel.

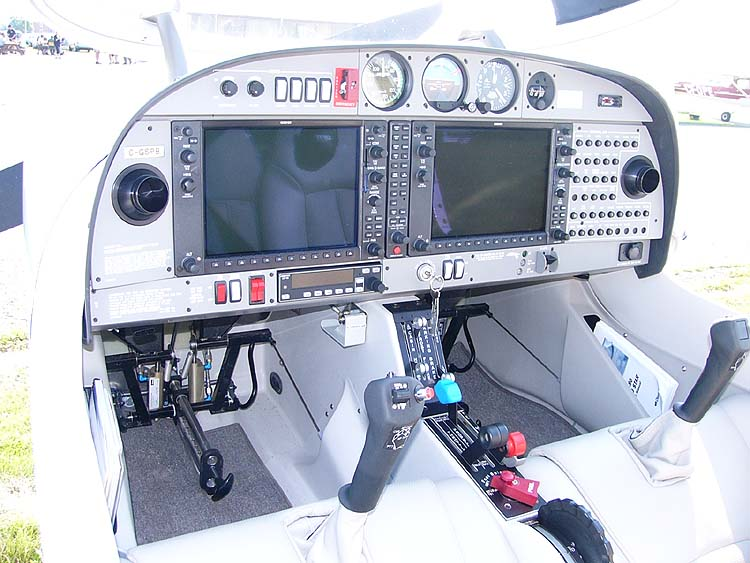
Panell d'instruments de vol d'un Diamond Star DA40-180 amb cabina de cristall Garmin G1000.

El Diamond DA40 Diamond Star és una avioneta monomotor, de 4 places, construïda amb materials plàstics. És un disseny de l'empresa austríaca Diamond Aircraft i es fabrica a Àustria i el Canadà. És un disseny evolucionat i engrandit a partir de l'avioneta biplaça DA20 de la mateixa companyia. Al contrari que la majoria d'avionetes algunes de les seves versions són propulsades amb motors dièsel.

## Història operacional
El DA40 té un historial d'accidents molt baix, en part gràcies una baixa velocitat de pèrdua (velocitat mínima a la qual l'avió manté la sustentació) i baixa càrrega alar que el fan fàcil de pilotar. Amb el motor parat i la proa amunt pot descendir de forma controlada a uns 48 nusos i entre 600 i 1.200 peus/minut, velocitat inferior al del competidor Cirrus SR22 equipat amb un paracaigudes d'emergència per si falla el motor.
Un estudi fer per la revista Aviation Consumer dels Estats Units mostra que el DA40 té una taxa d'accidentalitat de 0,35 per cada 100.000 de vol. Aquest és el nivell més baix de l'aviació general d'aquest país, considerablement millor que el dels Cirrus SR20 i SR22 que arriben a l'1,6 per cada 100.000 de vol.

## Especificacions i variants
| Paràmetres tècnics                                                      | DA 40                      | DA 40 D                      | DA 40 F                | DA 40 NG                   |
| ----------------------------------------------------------------------- | -------------------------- | ---------------------------- | ---------------------- | -------------------------- |
| Motor                                                                   | Lycoming IO-360-M1A        | Thielert Centurion 1.7 o 2.0 | Lycoming IO-360-A4M    | Austro Engine AE300        |
| Potència (MSL, ISA)                                                     | 180 CV (133 kW)            | 135 CV (99 kW)               | 180 CV (133 kW)        | 165 CV (123,5 kW)          |
| Hèlix                                                                   | de pas variable de 3 pales | de pas variable de 3 pales   | de pas fix i 2 pales   | de pas variable de 3 pales |
| Envergadura                                                             | 11,94 m                    | 11,94 m                      | 11,94 m                | 11,63 m                    |
| Longitud                                                                | 8,06 m                     | 8,06 m                       | 8,06 m                 | 8,06 m                     |
| Altura                                                                  | 1,97 m                     | 1,97 m                       | 1,97 m                 | 1,97 m                     |
| Superfície alar                                                         | 13,54 m²                   | 13,54 m²                     | 13,54 m²               | 13,244 m²                  |
| Sostre de vol                                                           | 5.000 m                    | 5.000 m                      | 5.000 m                | 5.000 m                    |
| Pes màxim a l'enlairament / aterratge                                   | 1.150 kg / 1.150 kg        | 1.150 kg / 1.150 kg          | 1.150 kg / 1.150 kg    | 1.280 kg / 1.216 kg        |
| Dipòsit de combustible estàndard (utilitzable)                          | 113,6 L (106 L)            | 156 L (152,2 L)              | 156 L (152,2 L)        | 156 L (152,2 L)            |
| Dipòsit de combustible de llarg abast (utilitzable)                     | 155,2 L (147,6 L)          | 193 L (189,2 L)              | 193 L (189,2 L)        | 193 L (189,2 L)            |
| Distància d'enlairament fins a arribar a 15 m d'altura (MTOW, MSL, ISA) | 464 m                      | 635 m                        | 548 m                  | 584 m                      |
| Taxa d'ascens (MTOW, MSL, ISA)                                          | 945 peus/min (4,8 m/s)     | 650 peus/min (3,3 m/s)       | 900 peus/min (4,6 m/s) | 630 peus/min (3,2 m/s)     |
| Velocitat de creuer (70% de potència a 6.000 peus, ISA)                 | 135 KTAS (250 km/h)        | 121 KTAS (225 km/h)          | 128 KTAS (238 km/h)    | 121 KTAS (225 km/h)        |
| Consum al 70% de potència                                               | 35,9 L/h                   | 18,5 L/h                     | 34,8 L/h               | 22,7 L/h                   |